# Гвардійський кавалерійський корпус
Гвардійський кавалерійський корпус (рос. Гвардейский кавалерийский корпус) — з'єднання російської імператорської гвардії. Сформований в квітні 1915 року. Розформований на початку 1918 року.

## Структура
Станом на 1917 рік:
- 1-ша гвардійська кавалерійська дивізія[ru]
  - 1-ша бригада
    - Кавалергардський Її Величності Государині Імператриці Марії Федорівни полк[ru]
    - Лейб-гвардії Кінний полк

  - 2-га бригада
    - Лейб-гвардії Кірасирський Його Величності полк
    - Лейб-гвардії Кірасирський Її Величності Государині Імператриці Марії Федорівни полк[ru]

  - 3-тя бригада
    - Лейб-гвардії Козацький Його Величності полк
    - Лейб-гвардії Отаманський Його Імператорської Високості Спадкоємця Цесаревича полк[ru]
    - Лейб-гвардії Зведено-Козацький полк[ru]

  - 1-й дивізіон Лейб-гвардії Кінної артилерії[ru]
    - 1-ша Його Величності батарея
    - 4-та Його Імператорської Високості Спадкоємця Цесаревича і Великого князя Олексія Миколайовича батарея

- 2-га гвардійська кавалерійська дивізія[ru]
  - 1-ша бригада
    - Лейб-гвардії Кінно-Гренадерський полк[ru]
    - Лейб-гвардії Уланський Її Величності Государині Імператриці Олександри Федорівни полк

  - 2-га бригада
    - Лейб-гвардії Драгунський полк[ru]
    - Лейб-гвардії Гусарський Його Величності полк[ru]

  - 2-й дивізіон Лейб-гвардії Кінної артилерії
    - 2-га Його Імператорської Високості генерал-фельдцехмейстра Великого князя Михайла Миколайовича батарея
    - 5-та Його Імператорської Високості Великого князя Михайла Олександровича батарея

- Окрема гвардійська кавалерійська бригада[ru]
  - Лейб-гвардії Уланський Його Величності полк[ru]
  - Лейб-гвардії Гродненський гусарський полк[ru]
  - 3-тя Його Імператорської Високості Великого князя Георгія Михайловича батарея Лейб-гвардії Кінної артилерії
  - Лейб-гвардии 6-та Донська козацька Його Величності батарея[ru] Лейб-гвардії Кінної артилерії

## У складі
- Особлива армія (квітень 1915 - 23 липня 1917)
- 11-та армія (23 вересня - грудень 1917)

## Командування
- генерал від кавалерії Хусейн Хан Нахічеванський[ru] (квітень 1915 - квітень 1917)
- генерал-лейтенант Арсеньєв Євген Костянтинович[ru] (від квітня 1917)